# Triigi
Triigi je přístavní vesnice na ostrově Saaremaa v kraji Saaremaa v Estonsku.

## Další informace
Před správní reformou Estonska v roce 2017 patřila pod obec Leisi. Nachází se zde mys Triigi (Triigi nina), tábořiště Triigi (Triigi telkimisala), tři autobusové zastávky a přístav Triigi (Triigi sadam), který poskytuje především trajektové spojení s ostrovem Hiiumaa. Oblastí protéká potok/říčka Oitme (Oitme jõgi) nazývaná také Triigi. Ve vesnici také působí Triigi Filharmoonia, což je malé experimentální divadlo a koncertní scéna v přístavu.

## Galerie

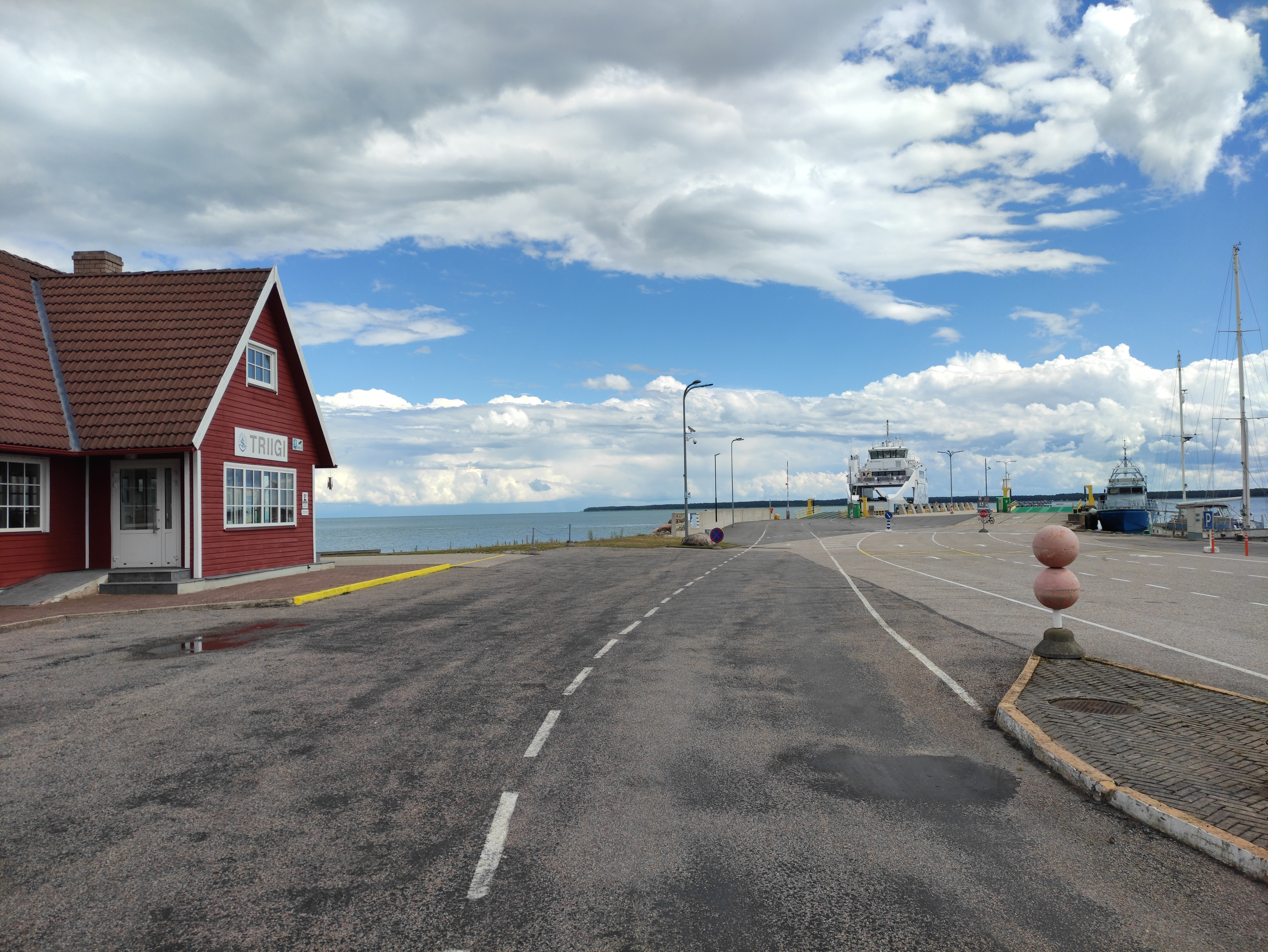
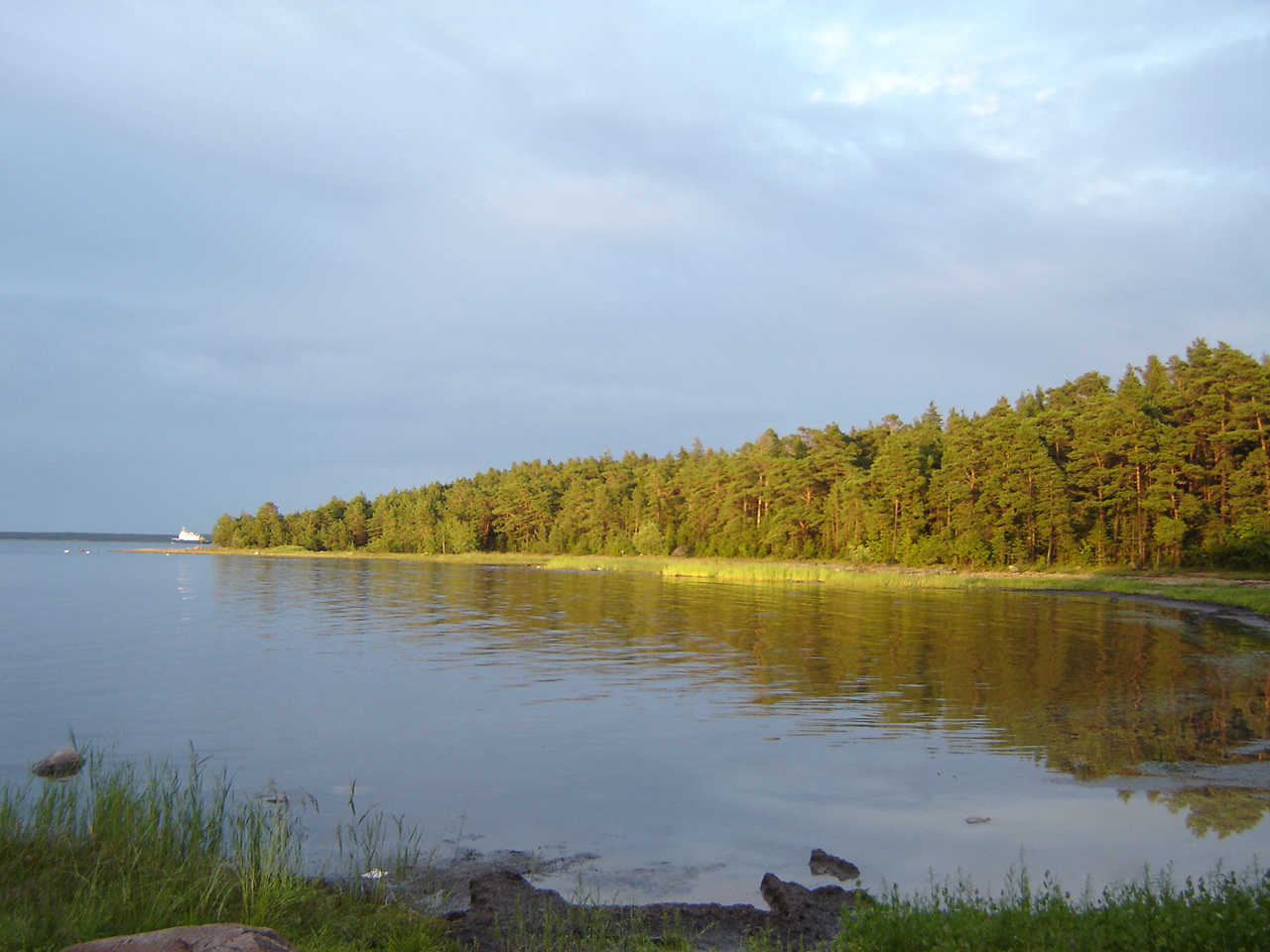